# Élisabeth Giacobino
Élisabeth Giacobino, née le 3 avril 1946, est une physicienne française.

## Biographie
Élisabeth Giacobino a fait ses études supérieures à l'École normale supérieure de jeunes filles et à la faculté des sciences de l'université de Paris de 1965 à 1969.
Après une maîtrise de physique, elle obtient en 1969 le titre de docteur de 3e cycle en physique atomique et statistique avec la thèse « étude du niveau 2p du néon pompé optiquement par un faisceau laser » préparée au laboratoire de physique de l'École normale supérieure.
Nommée professeur agrégé de physique, elle est détachée au Centre national de la recherche scientifique de 1969 à 1984, d'abord comme attachée de recherche, puis, après l'obtention du doctorat d'État ès sciences physiques (« étude de niveaux excités du néon par spectroscopie laser sans effet Doppler ») en 1976, comme chargée de recherche, et enfin comme maître de recherche en 1982.
Intégrée au CNRS comme directrice de recherche de 2e classe en 1984, elle devient directrice de recherches de 1re classe en 1995.
De 1995 à 1999, elle est directrice scientifique adjointe du département sciences physiques et mathématiques du CNRS, puis de 1999 à 2001 directrice du Laboratoire Kastler Brossel. De 2001 à 2002, elle est directrice du département des sciences physiques et mathématiques du CNRS puis de 2002 à 2005 directrice de la recherche au ministère.
En 2006, elle est élue présidente de l'Institut d'optique théorique et appliquée et nommée chargée de mission pour l'interdisciplinarité au CNRS.
Ses travaux de recherches concernent principalement la physique des lasers, l'optique non-linéaire, l'optique quantique et la superfluidité.
Elle a reçu le prix Fabry-de Gramont de la Société française d'optique en 1990, le prix Félix-Robin en 2010 et le Prix Humboldt en 2012. En 2009, elle est élue à l'Académie allemande des sciences Leopoldina.

## Décorations
- Commandeur de l'ordre des Palmes académiques (2003) en qualité de « directrice de la recherche » au ministère de la Jeunesse, de l'Éducation nationale et de la Recherche[3].